# Xã Sidney, Quận Towner, Bắc Dakota
Xã Sidney (tiếng Anh: Sidney Township) là một xã thuộc quận Towner, tiểu bang Bắc Dakota, Hoa Kỳ. Năm 2010, dân số của xã này là 48 người.